# Église Saint-Pierre d'Huppain
Pour les articles homonymes, voir Église Saint-Pierre.
L'église Saint-Pierre d'Huppain est une église catholique située à Port-en-Bessin-Huppain, en France. Datant des XIe, XIIe et XIIIe siècles, elle est classée au titre des Monuments historiques.

## Localisation
L'église est située dans le département français du Calvados, dans le bourg d'Huppain, commune associée à Port-en-Bessin en 1972.

## Architecture

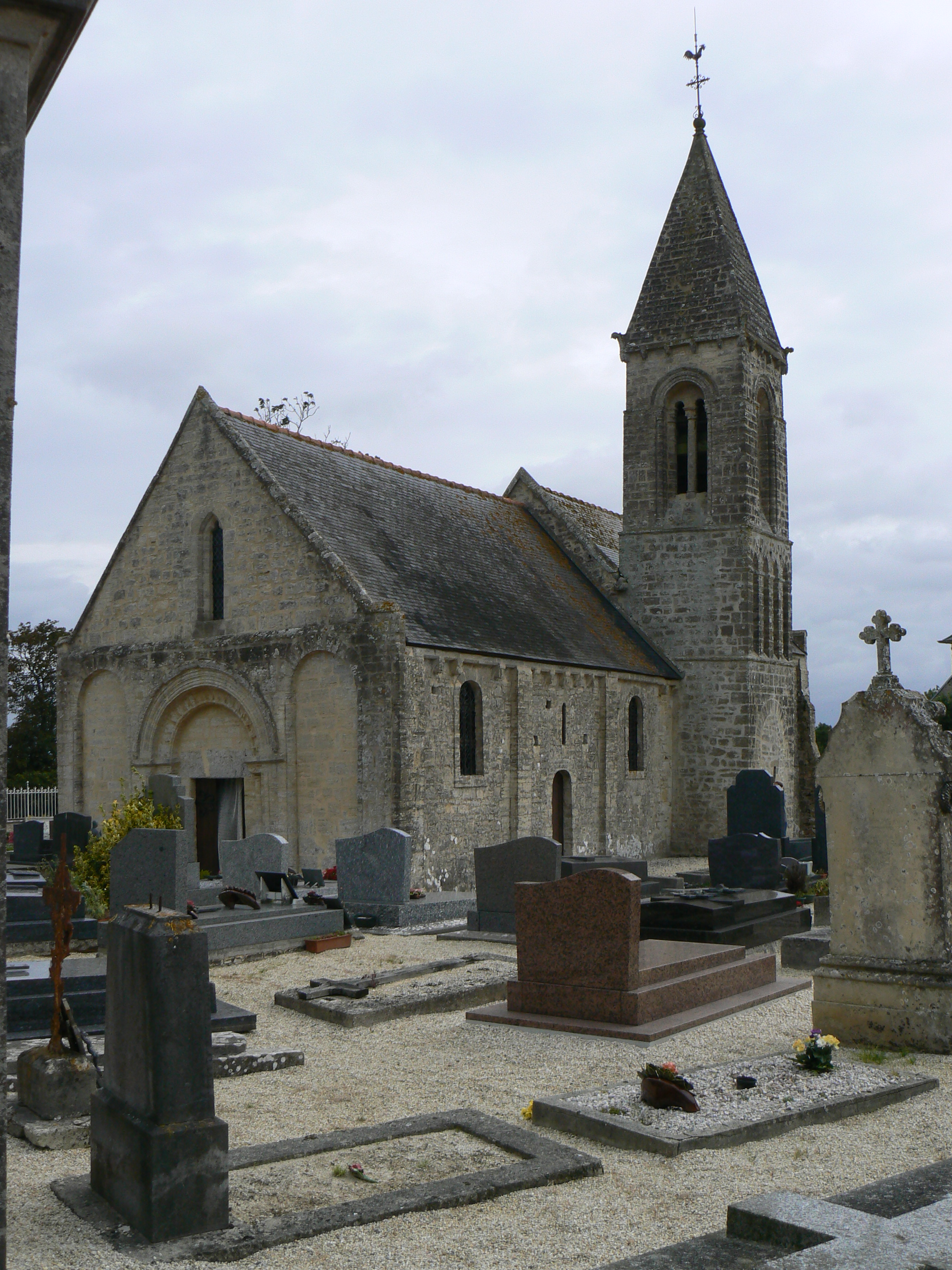
Vue occidentale.

L'édifice est classé au titre des Monuments historiques depuis le 22 octobre 1913.